# Max von Stephanitz

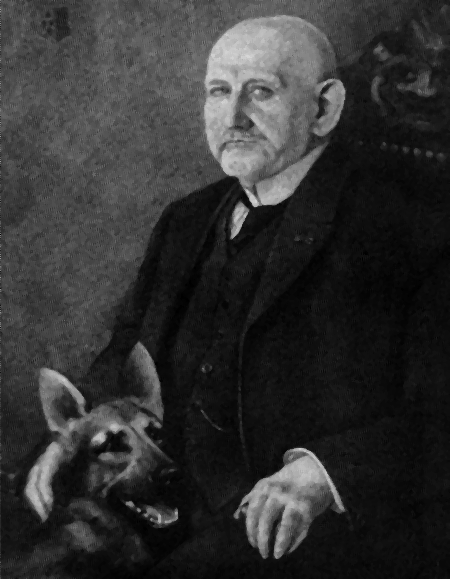
Max Emil Friedrich von Stephanitz (mit einem Schäferhund) – der Begründer der Deutschen Schäferhund-Rasse und der erste Präsident des Vereins für Deutsche Schäferhunde

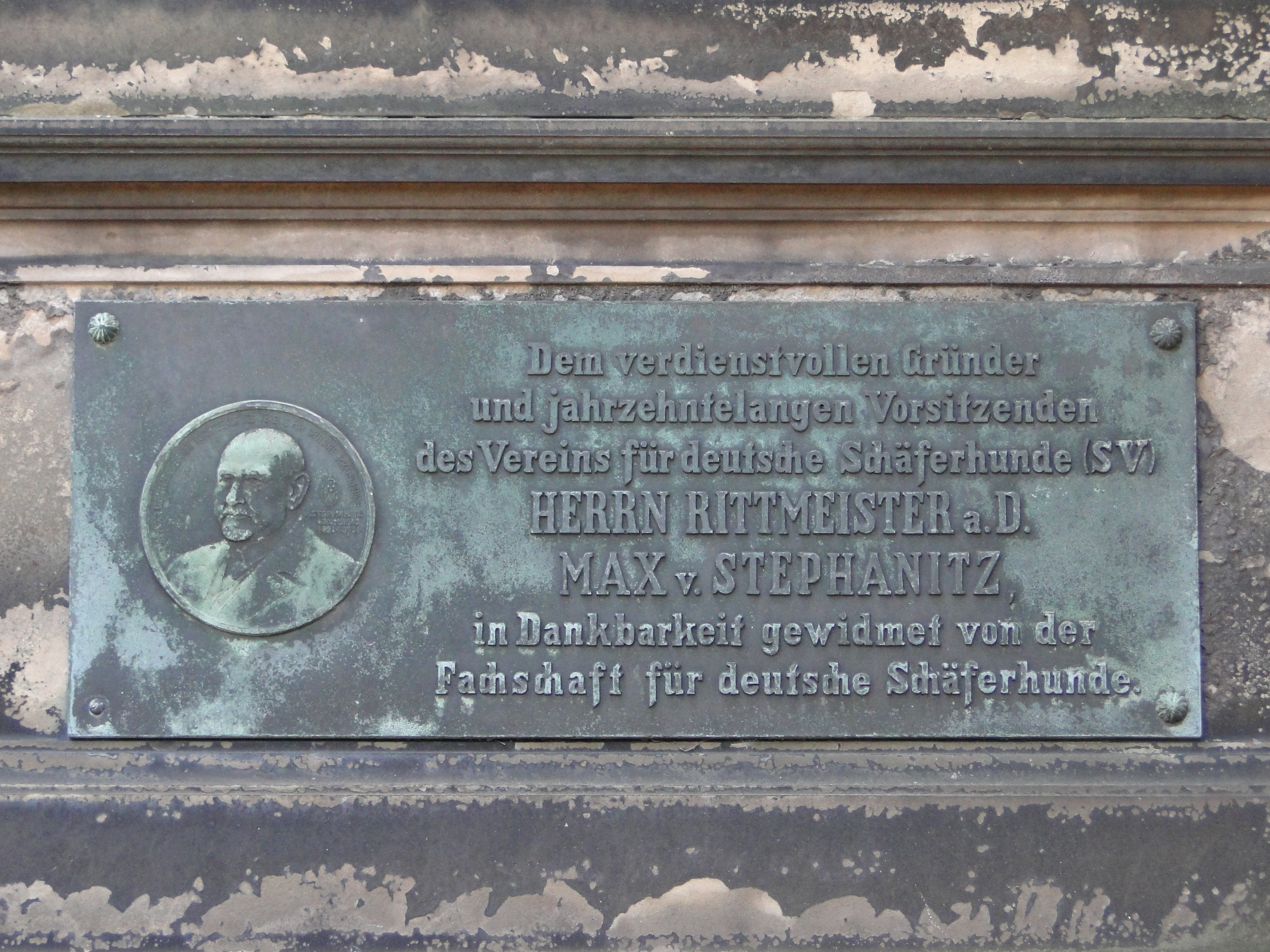
Abbildung von Stephanitz auf seiner Grabplatte

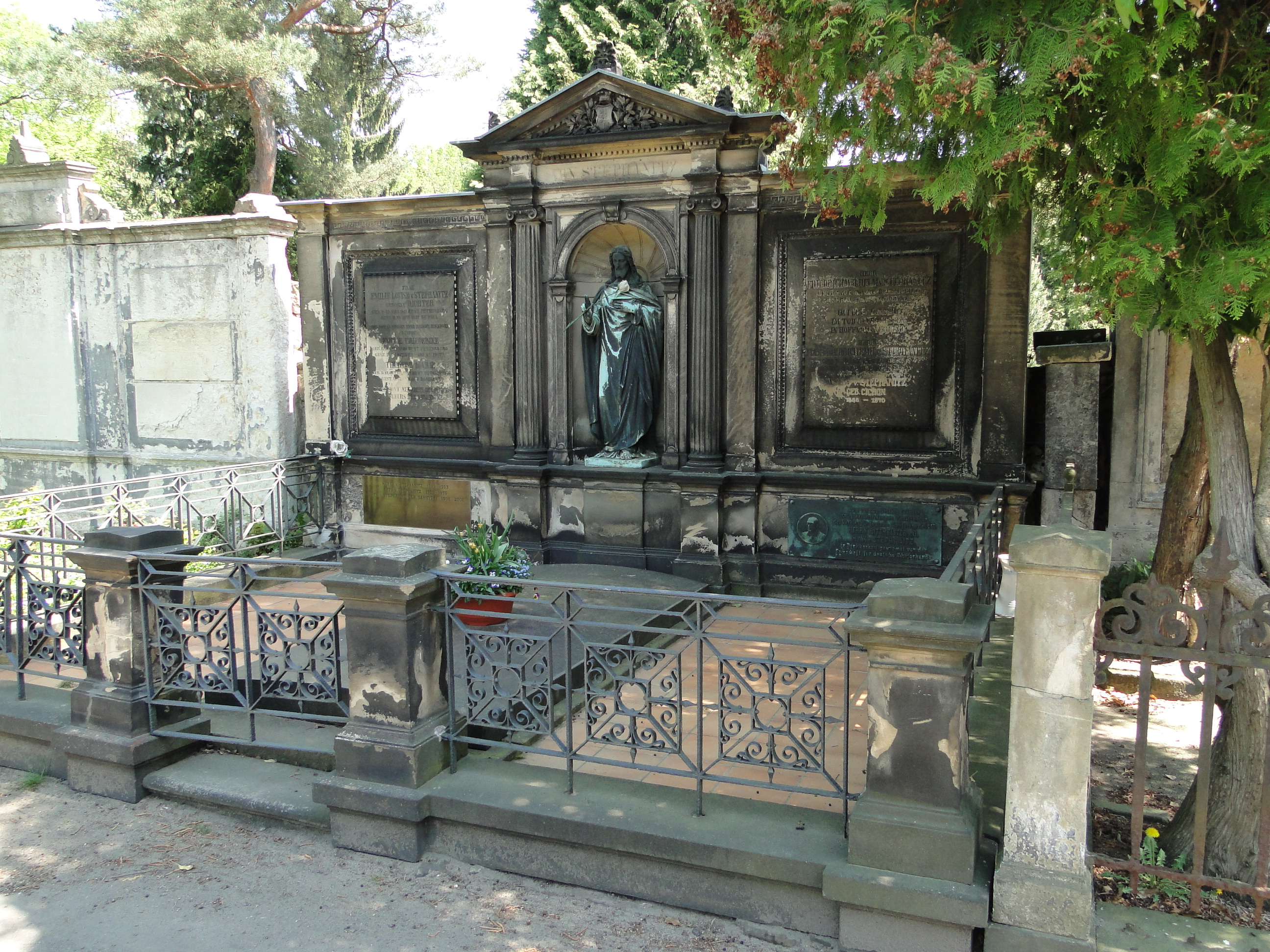
Grab von Stephanitz auf dem Trinitatisfriedhof in Dresden, Zustand vor 2013

Max Emil Friedrich von Stephanitz (* 30. Dezember 1864 in Dresden; † 22. April 1936 ebenda) war ein deutscher Hundezüchter.

## Leben
Dem Wunsch seiner Familie gehorchend schlug er eine Offizierslaufbahn ein. Während eines Manövers beobachtete er begeistert die Arbeit eines Hundes an einer Schafherde. Beeindruckend war für ihn, wie die Schäfer den Hund durch Zuruf und Zeichen dirigieren konnten. Hier liegen die Wurzeln des Entschlusses, den Deutschen Schäferhund zu züchten. Er begann, sich unter den vorhandenen Landschlägen umzusehen. Am 15. Januar 1898 kaufte er den 3-jährigen Rüden Hektor Linksrhein vom Frankfurter Schäfer und Züchter Friedrich Sparwasser. Von Stephanitz gab dem Rüden den Namen Horand von Grafrath; dieser und sein Bruder Luchs Sparwasser wurden zu den Stammvätern aller Deutschen Schäferhunde.
Auf sein Bestreben hin wurde am 22. April 1899 der Verein für Deutsche Schäferhunde in Karlsruhe gegründet, dessen erster Präsident er war.
Er wurde auf dem Dresdner Trinitatisfriedhof bestattet.

## Werke
- Der deutsche Schäferhund in Wort und Bild. Verein für deutsche Schäferhunde, München 1901, online, (8., neubearbeitete Auflage. Kämpfe, Jena 1932).